# Galerie nationale de Berlin
 (février 2025).
Si vous disposez d'ouvrages ou d'articles de référence ou si vous connaissez des sites web de qualité traitant du thème abordé ici, merci de compléter l'article en donnant les références utiles à sa vérifiabilité et en les liant à la section « Notes et références ».

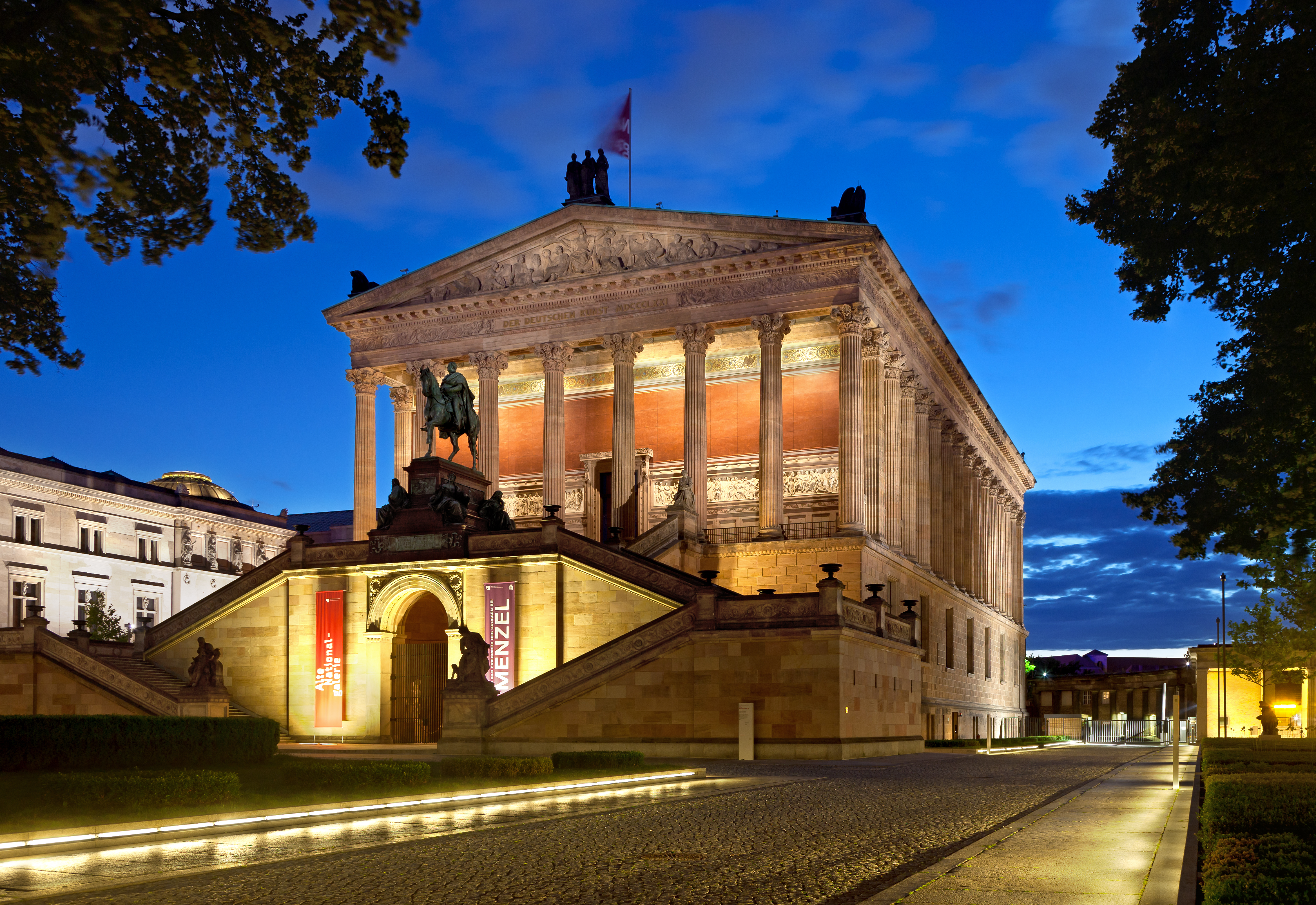
Ancienne galerie nationale, art du XIXe siècle (2012)

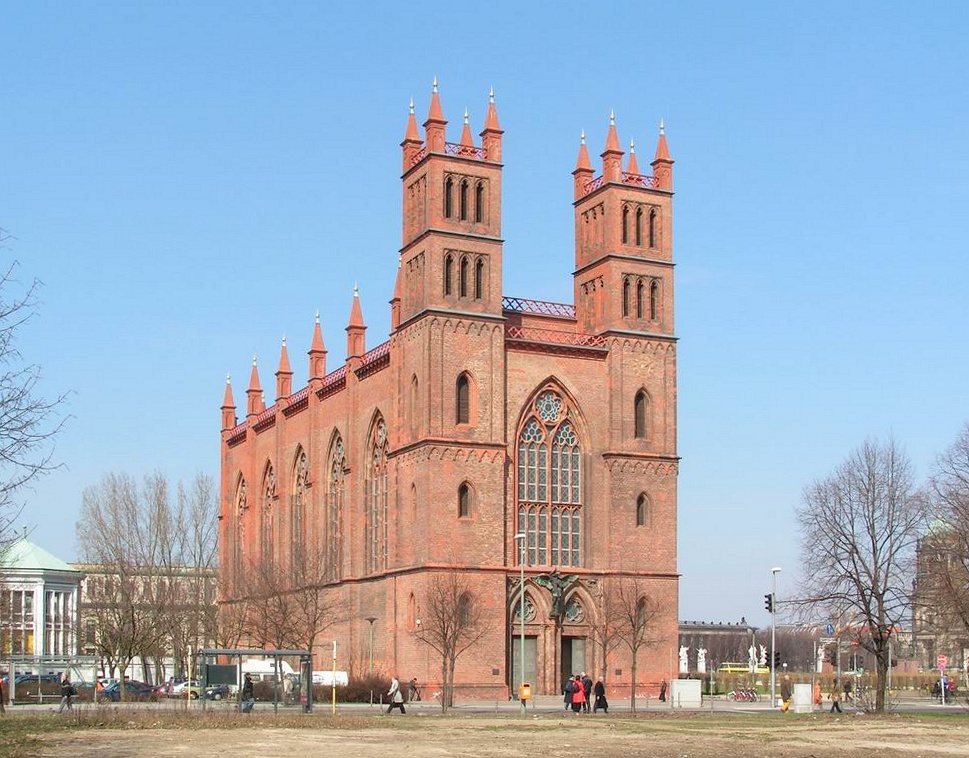
Église de Friedrichswerder, sculptures du XIXe siècle

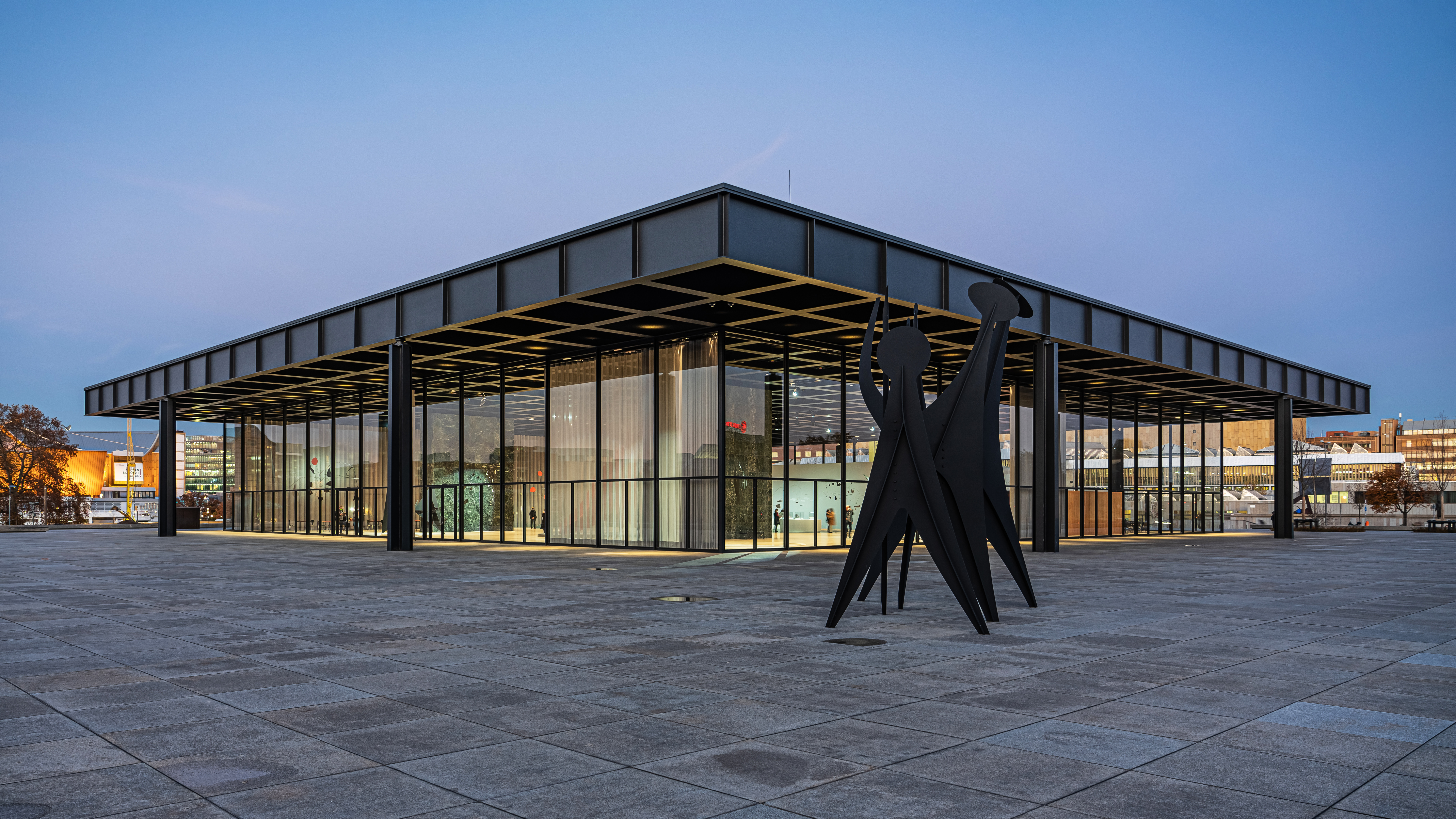
Nouvelle Galerie nationale, art du XXe siècle (photo : 2021)

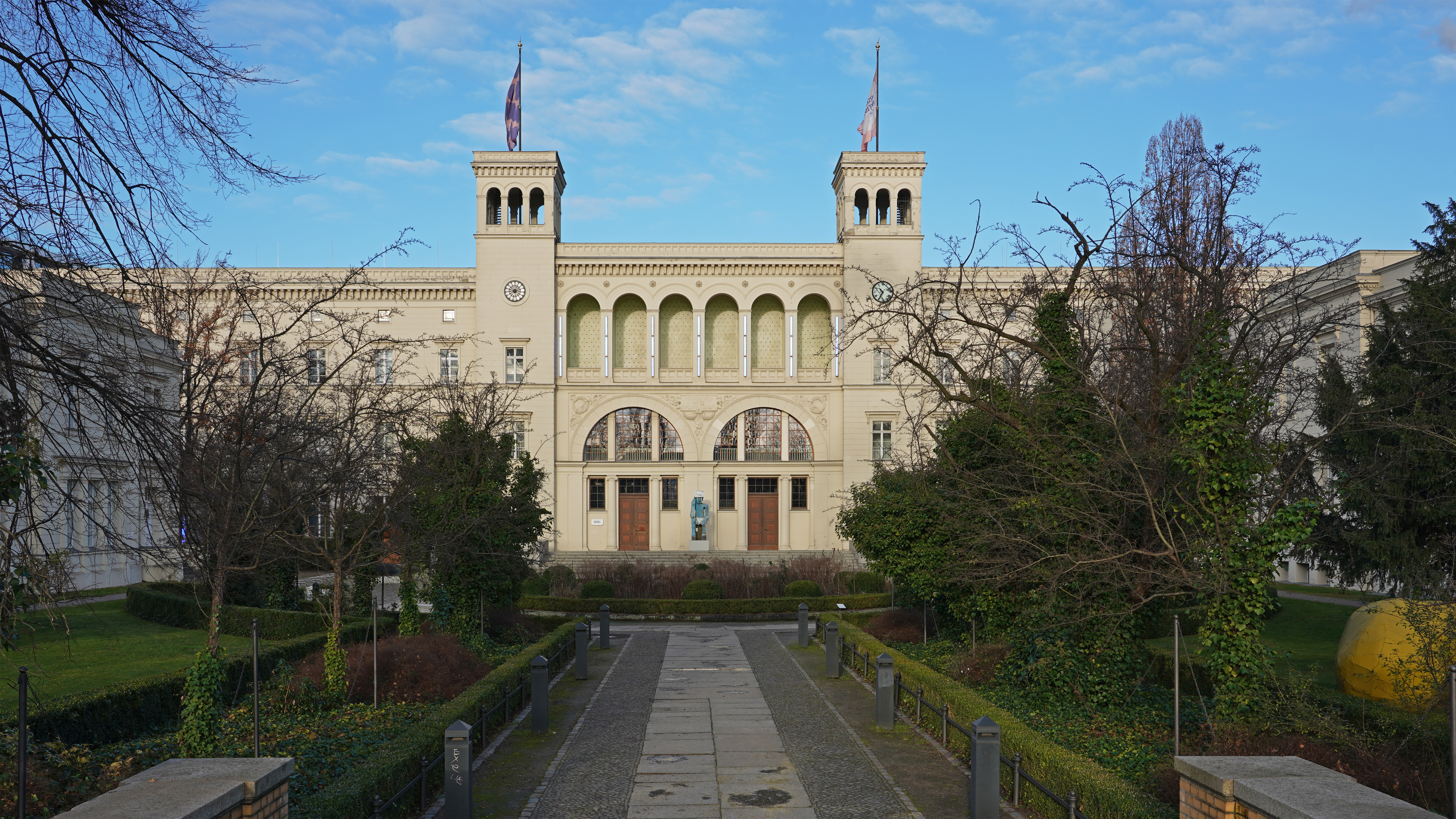
Gare de Hambourg, art contemporain (photo : 2017)

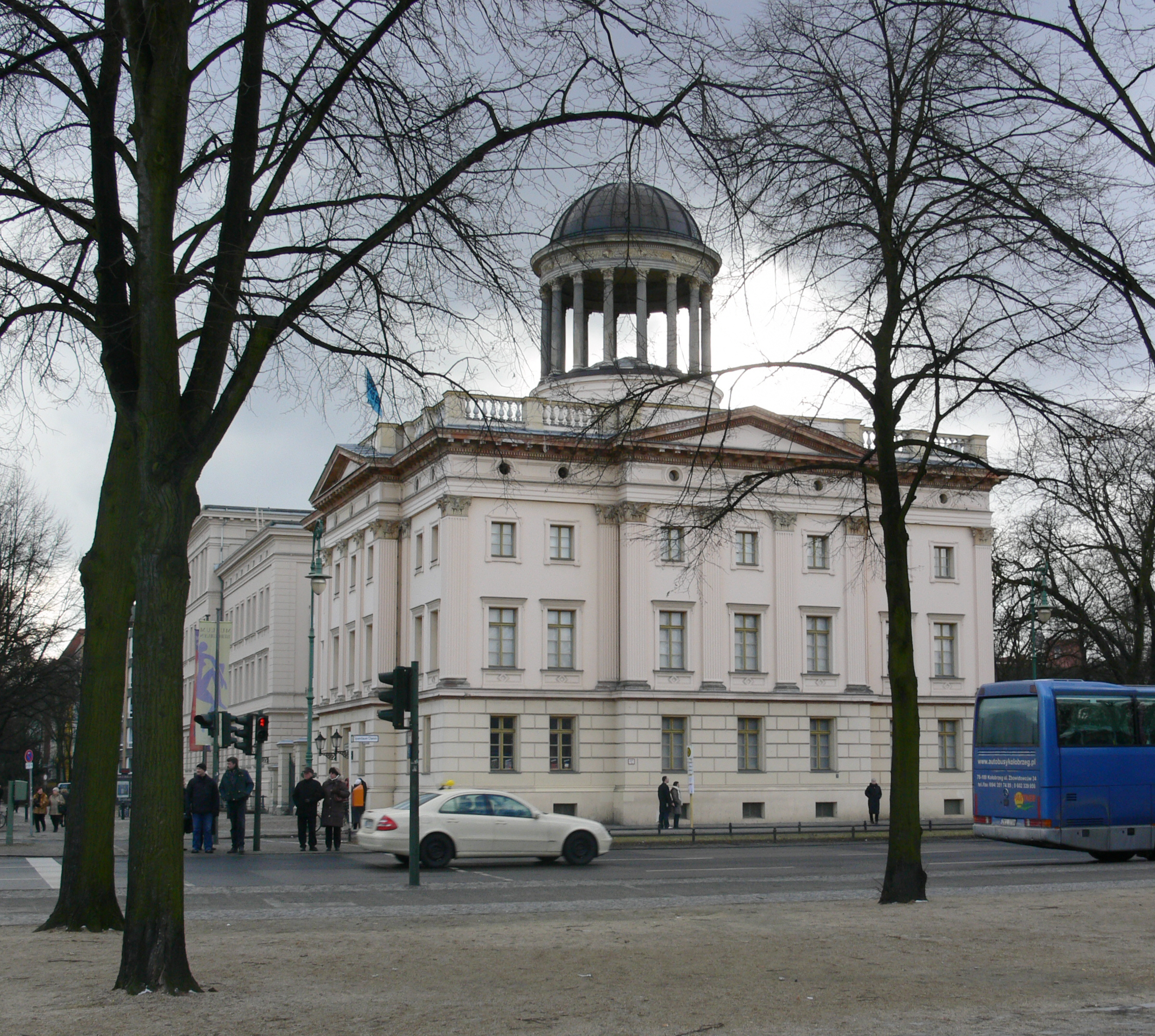
Bâtiment Stüler Collection Berggruen (photo: 2006)

La Galerie nationale de Berlin est une collection d'art des XIXe, XXe et XXIe siècles sous l'égide des Musées d'État de Berlin de la Fondation du patrimoine culturel prussien.

## Aperçu des stocks
Les collections suivantes ou les bâtiments du musée qui leur sont attribués constituent le fonds de la Galerie nationale de Berlin dans leur intégralité :
- Art du XIXe siècle:
  - Ancienne Galerie nationale
  - Église de Friedrichswerder
- Art du XXe siècle:
  - Nouvelle Galerie nationale
  - Collection Berggruen
  - Collection Scharf-Gerstenberg (de)

en projet : Musée du XXe siècle de Berlin (de)
- Art contemporain:
  - Gare de Hambourg – Galerie nationale du présent

## Développement historique
La Galerie nationale de Berlin est fondée en 1861 à l'occasion d'une donation du banquier Joachim Heinrich Wilhelm Wagener (de) et est destinée à collectionner l'art moderne. En 1876, la collection déménage dans la Galerie nationale alors nouvellement construite, aujourd'hui Ancienne Galerie nationale.
La collection continue de croître au fil du temps grâce à des achats et à d'autres dons. À partir de 1919, Ludwig Justi fonde une galerie d'art moderne (de) au Palais du Prince-héritier.
En 1937, environ 500 œuvres de cette collection sont confisquées par les nationaux-socialistes en tant qu'art dégénéré. Pendant la Seconde Guerre mondiale, les collections sont évacuées pour les protéger des bombes et le bâtiment de la Galerie nationale est détruit. Les actions sont divisées.
Après la guerre, certaines des collections sont exposées dans la Galerie nationale reconstruite sur l'île aux musées. Les parties de la collection qui sont restées à Berlin-Ouest sont exposées dans la nouvelle Galerie nationale nouvellement construite au Kulturforum à partir de 1968.
Après la réunification allemande, les fonds divisés de la Galerie nationale sont à nouveau réunis et partiellement réorganisés. En raison de sa taille, la collection est maintenant divisée en cinq bâtiments muséaux. Alors que l'art du XIXe siècle se trouve à l'Ancienne Galerie nationale et l'art du XXe siècle, du moderne classique à l'art des années 1960 sont hébergés dans la Nouvelle Galerie nationale, l'art contemporain peut être vu dans la Gare de Hambourg, le Musée d'art contemporain - Berlin, fondé en 1996. Le musée Berggruen dans le bâtiment Stüler ouest en face du château de Charlottenbourg abrite la collection Berggruen, avec des œuvres de Pablo Picasso et d'autres artistes modernes classiques. Le bâtiment Est de Stüler abrite la collection Scharf-Gerstenberg (de), une collection d'art surréaliste qui est ouverte au public depuis le 10 juillet 2008. Des sculptures du début du XIXe siècle sont exposées dans l'église de Friedrichswerder. Certaines des collections de la Galerie nationale, par exemple l'art de la RDA, se trouve encore aujourd'hui dans les dépôts par manque de place.
L'association des Amis de la Galerie nationale (de), fondée en 1929 par Ludwig Justi, cesse ses activités pendant la Seconde Guerre mondiale. En 1977, elle est rétablie par Peter Raue (de) et depuis lors, elle soutient à nouveau la Galerie nationale sous la forme d'achats d'art et du financement et de la réalisation d'expositions spéciales.

## Directeurs de la Galerie nationale

### Directeurs jusqu'en 1945
- 1874-1895 : Max Jordan
- 1896-1908 : Hugo von Tschudi
- 1909-1933 : Ludwig Justi
- 1933 : Alois Shardt (de)
- 1934-1937 : Eberhard Hanfstaengl
- 1937-1945 : Paul Ortwin Rave

### Directeurs de la Galerie nationale de Berlin-Est (Musées d'État de Berlin)
- 1945-1950 : Paul Ortwin Rave
- 1950-1957 : Ludwig Justi
- 1957-1966 : Vera-Maria Ruthenberg (par intérim)
- 1966-1975 : Willi Geismeier (de)
- 1975-1983 : Eberhard Bartke (de)
- 1983-1985 : Willi Geismeier (de)
- 1986-1991 : Peter Betthausen

### Directeurs de la Galerie nationale de Berlin-Ouest (Fondation du patrimoine culturel prussien)
- 1957-1964 : Leopold Reidemeister
- 1965-1966 : Stephan Waetzoldt (de) (par intérim)
- 1967-1974 : Werner Haftmann
- 1974-1975 : Wieland Schmied (par intérim)
- 1975–1997 : Dieter Honisch (de) (directeur de la Galerie nationale unifiée à partir de 1992)

### Directeurs depuis 1992
- 1975–1997: Dieter Honisch (de) (directeur uniquement pour la Galerie nationale de Berlin-Ouest jusqu'en 1991)
- 1999-2008 : Peter Klaus Schuster
- depuis novembre 2008 : Udo Kittelmann (de), jusqu'en octobre 2020[2]

Kittelmann est commissaire de nombreuses expositions en Allemagne et à l'étranger et éditeur et auteur de nombreux livres de non-fiction et autres publications sur l'art contemporain et moderne. En outre, Kittelmann travaille, entre autres, au conseil consultatif des beaux-arts de l'Institut Goethe.
Kittelmann organise le pavillon russe à la Biennale d'art de Venise en 2013, devenant ainsi le premier commissaire non russe du pavillon.